# Педагогічна пісочниця

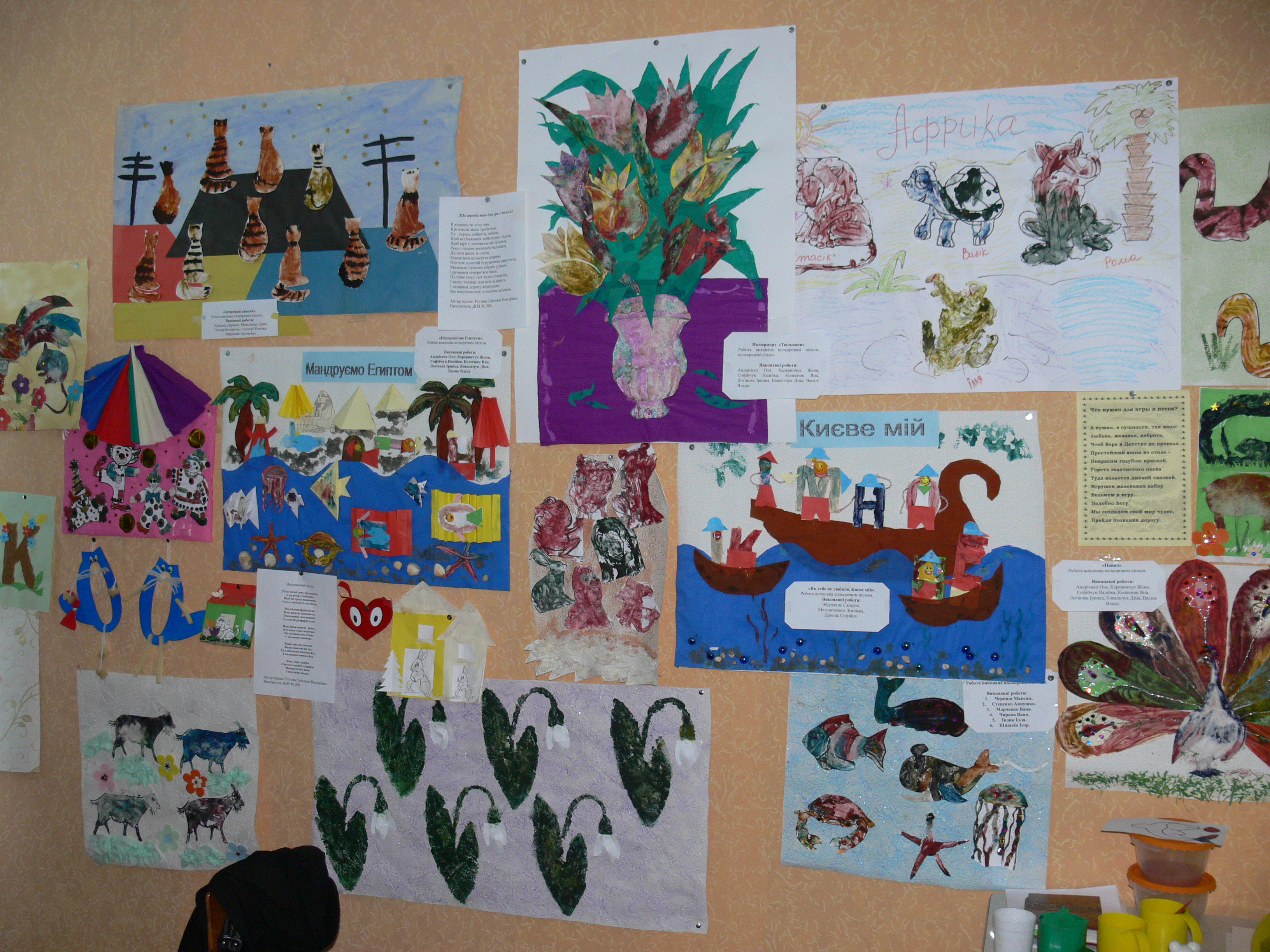
Дитячі роботи кольоровим піском

Педагогічна пісочниця — це нетрадиційна психолого-педагогічна технологія стимулювання психічного розвитку дитини з використанням пісочної гри. 
Педагогічна пісочниця широко застосовується в роботі з дітьми дошкільного віку. Передбачає використання різних видів піску: сухого, мокрого, кольорового. Необхідним обладнанням є використання ящику для піску, мініфігурок, шаблонів на папері, клею та сипучого кольорового піску.
В Україні цю технологію в роботі з дітьми дошкільного віку широко використовує кандидат психологічних наук Карабаєва Ірина Іванівна. Продовжує її  ідеї аспірантка Яценко Т.В. Автори провели майстер-класи та надрукували результати дослідження у наукових та фахових виданнях.